# Åseda landskommun
Åseda landskommun var en tidigare kommun i Kronobergs län.

## Administrativ historik
Den 1 januari 1863 började kommunalförordningarna gälla och då inrättades cirka 2 500 kommuner (städer, köpingar och landskommuner), tillsammans täckande hela landets yta.
I Åsheda socken i Uppvidinge härad i Småland inrättades då denna kommun. Namnet ändrades till Åseda år 1927. 
Ett municipalsamhälle, likaledes med namnet Åseda, inrättades år 31 augusti 1910. Tätortsområdet avskiljdes 1943 från landskommunen för att bilda Åseda köping, varvid municipalsamhället upplöstes.
Varken landskommunen eller köpingen påverkades av kommunreformen 1952, men de återförenades 1965 genom att landskommunen upphörde och gick upp i köpingen.
1971 bildades Uppvidinge kommun, till vilken Åseda fördes.

### Kyrklig tillhörighet
I kyrkligt hänseende tillhörde kommunen Åseda församling tillsammans med köpingen.

## Geografi
Åseda landskommun omfattade den 1 januari 1952 en areal av 257,14 km², varav 246,65 km² land.

### Tätorter i kommunen 1960
I Åseda landskommun fanns den 1 november 1960 ingen tätort. Tätortsgraden i kommunen var då alltså 0,0 procent.

## Politik

### Mandatfördelning i valen 1938–1962
|  | 6 | 10 | 8 |

| 25 |

| 7 | 13 |

| 20 |

| 6 | 14 |

| 20 |

| 7 | 12 | 1 |

| 19 |

| 7 | 3 | 10 |

| 19 |

| 5 | 4 | 11 |

| 17 | 3 |

| 4 | 12 | 4 |

| 17 | 3 |